# Baudouin von Belgien

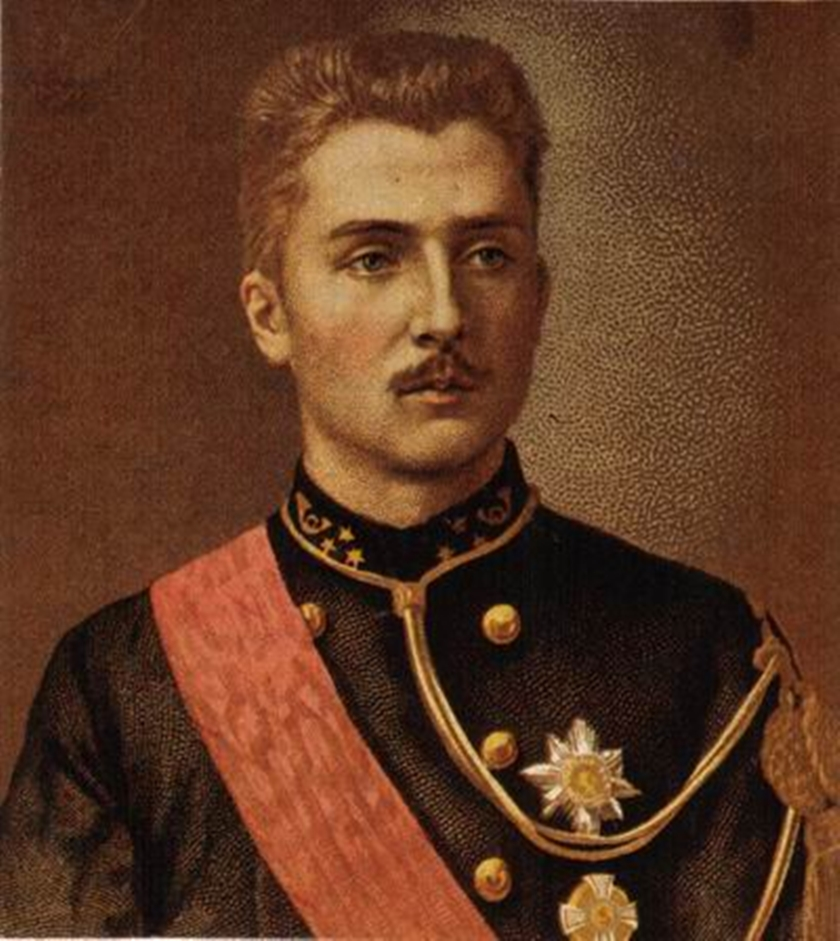
Prinz Baudouin von Belgien

Baudouin Léopold Philippe Marie Charles Antoine Joseph Louis von Belgien (* 3. Juni 1869 in Brüssel, Belgien; † 23. Januar 1891 ebenda) war ein Prinz von Belgien und stand durch den Tod des Kronprinzen Leopold in der belgischen Thronfolge nach seinem Vater an zweiter Stelle.

## Leben
Baudouin war das älteste Kind des Prinzen Philipp von Belgien, Graf von Flandern (1837–1905) aus dessen Ehe mit Prinzessin Marie (1845–1912), Tochter des Fürsten Karl Anton von Hohenzollern-Sigmaringen.
Nach dem Tod des einzigen Sohnes des Königs Leopold II. wurde sein Vater 1869 Thronfolger und mit seiner Geburt wurde Baudouin der zweite in der belgischen Thronfolge. Um den Thronfolgeanspruch zu unterstreichen und die beiden Zweige der Familie zu verbinden, war eine Ehe zwischen Baudouin und der jüngsten Tochter König Leopolds II. Clémentine geplant. Baudouin empfand aber keine Gefühle für die Prinzessin und auch Baudouins Mutter sperrte sich gegen die Verbindung.

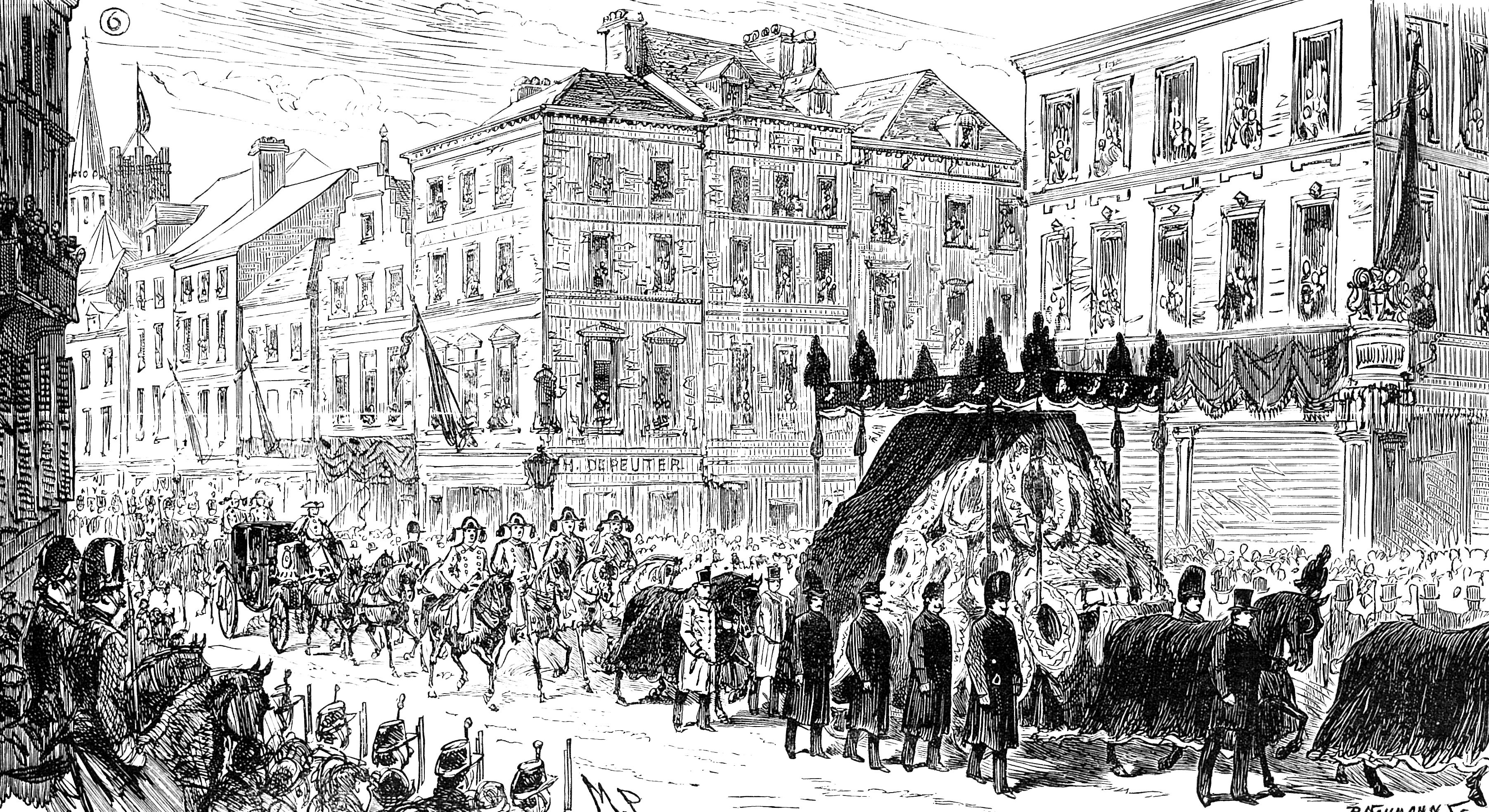
Beerdigung des Prinzen Baudouin von Belgien am 29. Januar 1891

Baudouin infizierte sich am Krankenbett seiner Schwester Henriette, der er sehr nahestand, mit einer Erkältung und starb bereits 21-jährig im Königspalast an einer Lungenentzündung. Es gab Spekulationen, sein plötzlicher Tod hätte andere Ursachen gehabt, etwa ein Duell. Dafür gab es keinerlei Indizien. Er wurde am 29. Januar 1891 in der Liebfrauenkirche in Laeken bestattet. Die Thronfolge fiel an seinen jüngeren Bruder, der 1909 als Albert I. den belgischen Thron bestieg.
In Erinnerung an Baudouin erhielt die 1893 gegründete Stadt Moba, die in der Demokratischen Republik Kongo im Osten am Tanganjikasee liegt, von den belgischen Kolonialmächten den Namen Baudouinville/Boudewijnstad.